# Parafia św. Józefa Oblubieńca Najświętszej Maryi Panny w Szczecinie
Parafia pod wezwaniem Świętego Józefa Oblubieńca Najświętszej Maryi Panny w Szczecinie – parafia rzymskokatolicka należąca do dekanatu Szczecin-Pomorzany, archidiecezji szczecińsko-kamieńskiej, metropolii szczecińsko-kamieńskiej. Została erygowana w 1946. Siedziba parafii mieści się w Szczecinie przy ulicy Połabskiej.